# Vykolejení vlaku u Saint-Michel-de-Maurienne

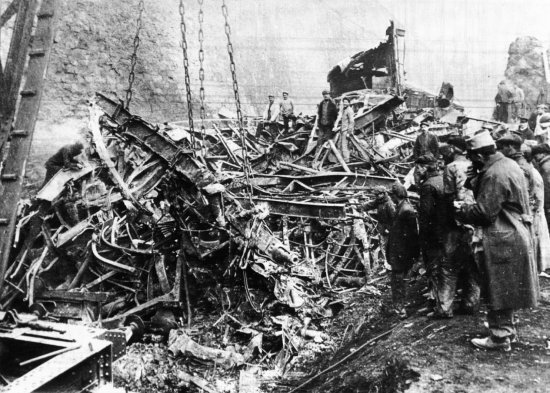
Trosky vagónů

Vykolejení francouzského vojenského vlaku, k němuž došlo 12. prosince 1917 u Saint-Michel-de-Maurienne, představuje jedno z nejsmrtonosnějších železničních neštěstí v historii. Zahynuly při něm stovky francouzských vojáků, kteří jeli z fronty na vánoční a novoroční dovolenku ke svým rodinám.
Příčinou neštěstí byla nedostatečná brzdná síla neadekvátně sestaveného a přetíženého vlaku, který neměl šanci na prudkém klesání udržet přijatelnou rychlost, takže nakonec se mu při pokusu projet v rychlosti cca 100 km/h oblouk, u nějž byla maximální povolená rychlost 40 km/h, utrhly vozy, které vylétly z kolejí a začaly hořet.
Informování o neštěstí v soudobém francouzském tisku bylo potlačeno a podrobnosti byly klasifikovány jako vojenské tajemství, neboť vina za katastrofu padala jednoznačně na velení francouzských vojsk v Itálii, především pak na velitele francouzského kontingentu generála Fayolleho. Byl to totiž on, kdo nařídil vlak vypravit a následně pod hrozbou zastřelení přinutil protestujícího strojvůdce vlak převzít a odjet s ním, ačkoliv byl varován, že taková jízda musí skončit katastrofou.
Po havárii byl strojvedoucí postaven před vojenský soud, byl však osvobozen. Generál Fayolle nikdy souzen nebyl a v roce 1921 se stal maršálem Francie.